# Редич
Редич (на английски: Redditch, в буквален превод Червен ров, Червена яма или Червен канал, като дума съставена от две думи (т.н. морфемна граница) се изговаря Ред-дич) е град в Западна Англия, графство Устършър. Намира се на 30 km югозападно от Ковънтри. Населението му е 82 974 души (2017 г.).

## Личности
Родени в Редич
- Джон Бонъм (1948 – 1980), музикант
- Чарлс Денс (р. 1946), актьор
- Хари Стайлс (р. 1994), певец, текстописец, актьор